# آوریئی (آلیه)
آوریئی (به فرانسوی: Avrilly) یک کمون در فرانسه است که در canton of Le Donjon واقع شده‌است. آوریئی ۱۱٫۴۸ کیلومتر مربع مساحت دارد ۲۸۰ متر بالاتر از سطح دریا واقع شده‌است.